# Teorema de la estadística del espín
El teorema de la estadística del espín o teorema de la correspondencia entre espín y estadística de la mecánica cuántica establece la relación directa entre el espín de una especie de partícula con la estadística a la que obedece. Fue demostrado por Fierz y Pauli en 1940, y requiere el formalismo de teoría cuántica de campos.
El teorema tiene algunos análogos imperfectos en teoría clásica de campos, recientemente se han dado algunas demostraciones formales totalmente rigurosas para el caso clásico y el cuántico.

## Relación empírica y enunciado
- El espín es un momento angular intrínseco (no asociado a su movimiento espacial) que posee toda partícula a nivel cuántico. Puede tomar valores enteros (0,1,2,...) o semienteros (1/2,3/2,...), en unidades de la constante de Planck {\displaystyle \hbar }.

- La estadística de una especie de partículas determina su comportamiento colectivo:
  - Si pueden redistribuirse libremente en todas las configuraciones posibles del sistema, se denominan bosones. La función de onda de un sistema de bosones es simétrica bajo el intercambio de las coordenadas de dos partículas cualesquiera. Los fotones y las partículas alfa son bosones.
  - Si por el contrario obedecen el principio de exclusión de Pauli, que restringe estas configuraciones, se denominan fermiones. La función de onda de un sistema de fermiones es anti-simétrica bajo el intercambio de dos partículas, esto es, cambia de signo. Los protones, neutrones, y electrones son fermiones.

Estas dos propiedades están en aparencia totalmente descorrelacionadas. Sin embargo es un hecho experimental que todos los bosones poseen espín entero, mientras que los fermiones poseen espín semientero. Esta relación constituye el enunciado del teorema.

## Consecuencias
Hay un par de fenómenos interesantes facilitados por los dos tipos de estadística. La distribución de Bose-Einstein describe los bosones en un condensado Bose-Einstein. Bajo una cierta temperatura, la mayoría de las partículas en un sistema bosónico estará en el estado fundamental (el de más baja energía). De ahí resultan propiedades inusuales como la superfluidez.
La distribución de Fermi-Dirac, que describe el comportamiento de los fermiones, también proporciona interesantes propiedades. Dado que sólo un único fermión puede ocupar un estado cuántico, el nivel fundamental de energía sólo puede ser ocupado por dos fermiones, con sus espines alineados de manera contraria. Así, incluso al cero absoluto de temperatura, el sistema tiene una cierta energía diferente de cero. Como resultado, un sistema fermiónico ejerce presión externa. Aún a temperaturas diferentes de cero absoluto, dicha presión existe. Esta presión es la responsable de que ciertas estrellas masivas no puedan colapsar debido a la gravedad (ver enana blanca, estrella de neutrones, y agujero negro).

### Espacio-tiempo curvo
En el espacio-tiempo curvo, aparece una conexión entre estadística y dinámica que no está presente en el espacio-tiempo de Minkowski. La estadística está determinada por el álgebra de operadores de creación: los operadores de que conmutan dan a la estadística de Bose-Einstein y los operadores anticonmutadores dan a la estadística de Fermi-Dirac.